# Deutscher Soldatenfriedhof Annœullin
De Deutscher Soldatenfriedhof Annœuillin is een Duitse militaire begraafplaats met gesneuvelden uit de Eerste Wereldoorlog en gelegen in de Franse gemeente Annœullin (Noorderdepartement). De begraafplaats ligt aan de Rue du Vent de Bise, één kilometer ten zuidoosten van het centrum (gemeentehuis) en grenst aan de gemeentelijke begraafplaats van Annœullin. Op het terrein staat een hardstenen monument voor de gesneuvelde soldaten van het 2.Garde-Res.-Division.
Er worden 1.635 doden herdacht waaronder 1.627 Duitsers, 7 Russen en 1 Brit. De zeven Russen waren krijgsgevangenen.
Van de 1.627 Duitse slachtoffers rusten er 1.593 in individuele graven waarvan er 11 onbekend bleven. In drie gemeenschappelijke graven rusten 34 niet geïdentificeerde doden.
Hier ligt ook het private graf van Albert Ball, kapitein bij het Royal Flying Corps. Hij verkreeg het Victoria Cross voor zijn opmerkelijke moed en vaardigheid betoond tijdens de vele luchtgevechten waarbij hij 43 vijandelijke vliegtuigen en 1 observatieballon vernietigde. Hij was ook drager van de Distinguished Service Order (DSO) met twee bars (dit betekende dat hij deze drie maal ontvangen heeft) en het Military Cross (MC). Hij werd ook vereerd met de Ordre national de la Légion d'honneur (Fr) en was ridder in de Orde van Sint-George (Rusland) 4e klas. Hij was 20 jaar toen hij sneuvelde op 7 mei 1917.

## Geschiedenis
Om de vele slachtoffers te begraven die gevallen waren tijdens de Slag bij Loos in september en oktober 1915, werd door de Duitse troepen naast de gemeentelijke begraafplaats van Annœuillin deze militaire begraafplaats aangelegd.  
In oktober 1918 werden er opnieuw gesneuvelden begraven. Dat waren vooral slachtoffers van de grootschalige Britse aanvallen in de lente en de herfst van 1917 en het Duitse lenteoffensief met de daaropvolgende geallieerde tegenaanvallen in 1918. In 1921 werden door de Franse autoriteiten nog Duitse slachtoffers die in de nabije omgeving gevonden werden hier bijgezet.
Door een overeenkomst met de Franse regering in 1926 kon men beginnen met het heraanleggen en onderhouden van de Duitse militaire begraafplaatsen. Maar door de slechte financiële toestand van het toenmalige Duitsland en de op handen zijnde Tweede Wereldoorlog was het onderhoud van deze militaire begraafplaatsen geen prioriteit meer waardoor ze in verval geraakten. Na het sluiten van het Frans-Duitse oorlogsgravenverdrag van 19 juli 1966 begon men met de definitieve aanleg en onderhoud van de begraafplaatsen. In 1980 werd een nieuwe toegang gebouwd en werden de vorige tijdelijke houten grafkruisen vervangen door de huidige metalen exemplaren. Voor de 2 Joodse doden voorzag men in een natuurstenen zerk waarin een davidster en een Hebreeuwse tekst werd gegrift.